# Lista de jogos beat 'em up
- Alien vs. Predator
- Batman Forever: The Arcade Game
- Battletoads
- Beat Down: Fists of Vengeance
- Cadillacs and Dinosaurs
- Captain America and The Avengers
- Captain Commando
- Crime Life: Gang Wars
- Digimon World 4
- Double Dragon
- Double Dragon Neon
- Dungeons And Dragons:Shadow Over Mystara
- Dungeons And Dragons: Tower of Doom
- Fangz
- Fighting Force
- Final Fight: Streetwise
- Final Fight ( Trilogy)
- Foul Play
- Golden Axe
- God Hand
- Hulk
- Karate Blazers
- Mortal Kombat: Shaolin Monks
- Rushing Beat (Rival Turf)
- Rushing Beat Ran (Rival Turf 2)  também conhecido como "Brawl Brothers"
- Rushing Beat Shura (The Peacekeepers)
- Separation Anxiety
- Streets Of Fury
- Streets of Rage (Trilogy)
- Super Double Dragon
- Teenage Mutant Ninja Turtles: The Hyperstone Heist
- The Bouncer
- The Death and Return of Superman
- The Ninja Warriors
- The Punisher
- The Warriors
- Urban Reign
- Vendetta / Crime Fighters 2
- Viewtiful Joe
- Violent Storm
- Yakuza